# The Philip Lynott Album
The Philip Lynott Album es el segundo disco en solitario del líder de Thin Lizzy, Phil Lynott, lanzado en 1982 por Vertigo Records.
Para este álbum, al igual que el anterior (Solo in Soho), Lynott contó con la colaboración de Mark Knopfler, Midge Ure, Huey Lewis, y sus compañeros de Thin Lizzy Scott Gorham y Brian Downey, además del saxofonista Mel Collins, entre otros músicos.
Este trabajo fue producido una vez más por Lynott con Kit Woolven, y fue grabado entre Londres, Irlanda y las Bahamas.
Publicado a fines de 1982, sería el último LP en solitario de Lynott, quien falleció unos tres años más tarde, en enero de 1986.

## Lista de canciones
Autor Phil Lynott, salvo los indicados.
Cara A
1. "Fatalistic Attitude" (R. Lymon, Lynott) – 4:31
2. "The Man's a Fool" – 2:58
3. "Old Town" (Jimmy Bain, Lynott) – 3:27
4. "Cathleen" – 3:34
5. "Growing Up" – 5:00
6. "Yellow Pearl" (Lynott, Midge Ure) – 2:58

Cara B
1. "Together" – 3:39
2. "Little Bit of Water" – 3:35
3. "Ode to Liberty (The Protest Song)" (Bain, Lynott) – 5:48
4. "Gino" – 4:10
5. "Don't Talk About Me Baby" – 4:30